# Scott Conrad
Scott „SC“ Conrad (* um 1944) ist ein US-amerikanischer Filmeditor, der neben dem Oscar für den besten Schnitt auch zweimal den Eddie gewann, den Preis der American Cinema Editors (ACE).

## Leben
Conrad begann 1964 als studentischer Mitarbeiter in der Poststelle der Filmproduktionsgesellschaft 20th Century Fox, ehe er in der Werbeabteilung des Unternehmens tätig war und dabei auch bekannte Filmregisseure wie Franklin J. Schaffner, Vincente Minnelli und Robert Wise kennenlernte. Durch diese ermutigt, begann er seine Laufbahn als Schnittassistent. 1966 nahm er ein Studium an der Cinema School der University of Southern California (USC). Zu seinen Professoren gehörten Bernie Kantor und Herb Farmer, während zu seinen Kommilitonen John Milius und George Lucas zählten.
Seine erste Arbeit als Editor war 1970 ein Dokumentationsfilm über die Herstellung des Films Zwei Banditen von Roy Hill mit dem Titel The Making of „Butch Cassidy and the Sundance Kid“. Er wirkte bis heute am Schnitt von fast siebzig Filmen mit. 
Bei der Oscarverleihung 1977 gewann er mit Richard Halsey den Oscar für den besten Schnitt für Rocky (1976) von John G. Avildsen mit Sylvester Stallone, Talia Shire und Burt Young in den Hauptrollen. Gleichzeitig gewannen beide einen Eddie, den Preis der American Cinema Editors (ACE) für den besten Schnitt in einem Kinofilm.
Einen weiteren Eddie für den besten Schnitt in einem Fernsehfilm bekam er 1984, und zwar für Heart of Steel (1983) von Donald Wyre mit Peter Strauss, Pamela Reed und John Doucette.

## Filmografie (Auswahl)
- 1970: The Making of „Butch Cassidy and the Sundance Kid“ (Dokumentarfilm)
- 1973: Payday
- 1975: Der Junge und sein Hund
- 1976: Rocky
- 1978: Viel Rauch um nichts
- 1979: Wanda Nevada
- 1980: Noch mehr Rauch um überhaupt nichts (Cheech & Chong's Next Movie)
- 1983: Spacehunter – Jäger im All (Spacehunter: Adventures in the Forbidden Zone)
- 1985: Katzenauge (Cat’s Eye)
- 1986: Interceptor (The Wraith)
- 1987: Das Schlafzimmerfenster
- 1988: Never Say Die
- 1988: Masquerade – Ein tödliches Spiel
- 1990: Die Klasse von 1999 (Class of 1999)
- 1993: Die Aushilfe
- 1994: Wagons East!
- 1996: Solo
- 1997: Mortal Kombat 2 – Annihilation
- 1999: Immer Ärger mit Schweinchen George
- 2003: Shade
- 2004: American Angels – Erben kann so sexy sein!
- 2007: Urban Justice – Blinde Rache
- 2008: Anaconda – Offspring (Fernsehfilm)
- 2010: Kleine Lügen auf Bewährung
- 2012: Excuse Me for Living
- 2013: Beyond the Mat
- 2013: American Seagull
- 2013: Bering Sea Beast (Fernsehfilm)
- 2015: Alison's Choice
- 2019: The Ronda Rousey Story: Through My Father’s Eyes (Through My Father’s Eyes)

## Auszeichnungen
Oscar
- 1977: für den besten Schnitt

Eddie
- 1977: für den besten Schnitt in einem Kinofilm
- 1984: für den besten Schnitt in einem Fernsehfilm